# Queneus

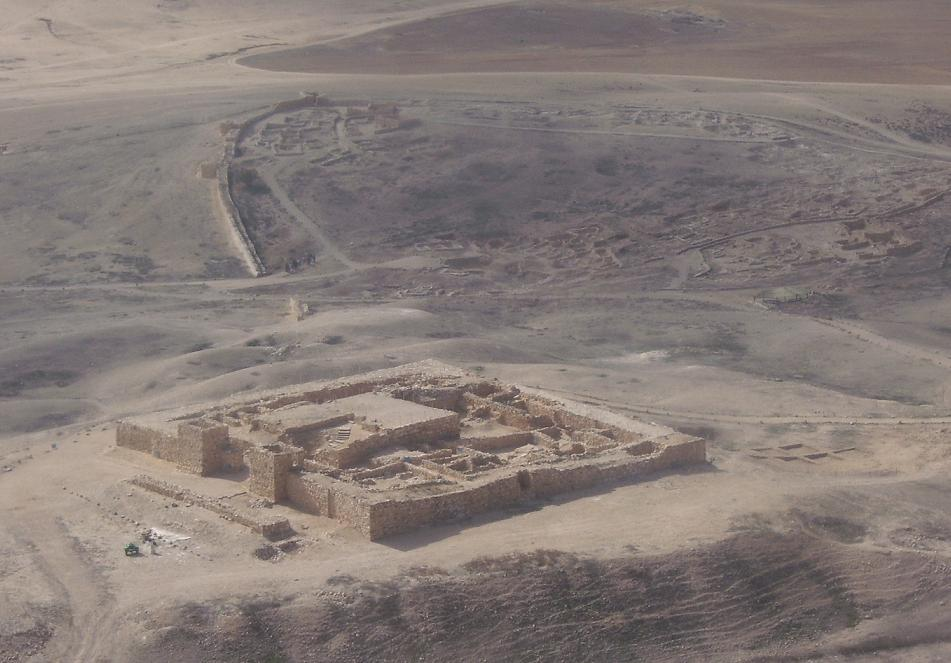
Fortaleza de Tel Arad acima da cidade de Arad, o centro do Negev dos queneus

Os queneus eram um dos povos nomades que viviam em clãs  nas terras prometidas de Canaã, no levante e que, segundo a Bíblia, tiveram um papel muito importante na formação da religião dos hebreus. Com efeito, a biblia refere um sacerdote queneu; Jetro, descendente de Midiã, que terá iniciado Moisés, seu genro, no oficio do sacerdócio.